# Odrava
Odrava (en allemand : Kulsam) est une commune du district de Cheb, dans la région de Karlovy Vary, en République tchèque. Sa population s'élevait à 258 habitants en 2020.

## Géographie
Odrava est arrosée par les rivières Odrava et Ohře, et se trouve à 9 km à l'est-nord-est du centre de Cheb, à 32 km à l'ouest-sud-ouest de Karlovy Vary et à 140 km à l'est de Prague.
La commune est limitée par Nebanice au nord, par Kynšperk nad Ohří au nord-est et à l'est, par Tuřany au sud, et par Cheb au sud, à l'ouest et au nord-ouest.

## Histoire
La première mention écrite de la localité date de 1370.

## Administration
La commune se compose de cinq quartiers :
- Dobroše
- Mostov
- Obilná
- Odrava
- Potočiště

## Transports
Odrava est desservie par l'autoroute D6, qui traverse la commune d'est en ouest et doit relier à terme Prague à la frontière avec l'Allemagne en passant par Karlovy Vary.